# Casemiro do Amaral
Casimiro do Amaral ou simplesmente Casimiro (Lisboa, 14 de setembro de 1892 — Santo Anastácio, 8 de outubro de 1939), foi um futebolista português radicado no Brasil que atuava como goleiro.

## Carreira
Sua carreira começou em 1911 no America-RJ, do qual foi para o Germânia de São Paulo em 1912. Também passou por Mackenzie entre 1915 e 1917 e Corinthians entre 1913-1914 e 1918-1920 jogou seis vezes pela Seleção Brasileira de Futebol. Foi titular nos Campeonatos Sul-Americanos de Futebol de 1916 e 1917.
É um dos 5 futebolistas que não nasceram no Brasil a ter sido convocado para a Seleção Brasileira.

## Títulos
Corinthians
- Campeonato Paulista: 1914.